# أيك أثينا
أيك أثينا (يعرف أيضاً باسم A.E.K FC) هو نادٍ رياضي من أثينا باليونان. تأسس في عام 1924 بواسطة لاجئين يونانيين من إسطنبول بعد الحرب اليونانية التركية. يعد نادي كرة القدم من أبرز أندية اليونان، وقد حصل على 29 بطولة محلية (13 بطولة دوري، و 13 بطولة كأس، وكأسا سوبر، بالإضافة إلى كأس الدوري). وله عدة مشاركات أوروبية، لعل أهمها وصوله لنصف نهائي كأس الاتحاد الأوروبي في عام 1977.

## تاريخه
في 13 من أبريل 1924، اجتمع مجموعة من اللاجئين اليونانين القادمون من مدينة إسطنبول (من بينهم لاعب من نادي بيرا وشخصيات رياضية أخرى) في وسط مدينة أثينا وقرروا إنشاء الفريق.
مؤسسو الفريق أنشؤو النادي بنية توفير الرياضة والثقافة للآلاف من اللاجئين اليونانيين القادمين من إسطنبول والذين استقروا في الضواحي الجديدة في أثينا.
وقد كانت أول مباراة للنادي ضد أييس أثينون، وانتهت بفوز الأيك 2-0.
في عام 1931، أحرز الفريق أول لقب في بطولة كأس اليونان، بفوزه على اريس سالونيك 5-3 في المباراة النهائية. وقد كان يضم في تلك الفترة لاعبين يونانيين كبار أبرزهم النجم كوستاس نيغريبونتيس، وقد تمكن الفريق من التألق والبروز في عشرية الثلاثينيات أين تمكن من تحقيق أول لقب له في إطار الدوري اليوناني سنة 1939.
في موسم 1976-1977 تمكن الفريق من الوصول إلى الدور النصف النهائي في منافسة دوري أوروبا، ليصبح بهذا أول فريق يوناني يصل لهذا الدور.

## تشكيلة الفريق الحالية
ملاحظة: تشير الأعلام إلى المنتخب الوطني على النحو المحدد في قواعد الأهلية للفيفا. قد يحمل اللاعبون أكثر من جنسية واحدة غير تابعة للفيفا.
| الرقم | البلد     | المركز | اللاعب              |  |
| ----- | --------- | ------ | ------------------- |  |
| 27    | صربيا     | حارس   | ميلان لوكاش         |  |
| 22    | اليونان   | حارس   | جياناس أرابازيس     |  |
| 23    | الأرجنتين | حارس   | سيباستيان ساخا      |  |
| 6     | اليونان   | مدافع  | جيوريس ألكسوبولوس   |  |
| 15    | اليونان   | مدافع  | نيكولاوس كارابيلاس  |  |
| 24    | اليونان   | مدافع  | كوستاس مانولاس      |  |
| 31    | اليونان   | مدافع  | نيكولاوس غيورغياس   |  |
| 87    | الأرجنتين | مدافع  | نيكولاس بيانكي ارسي |  |
| 90    | اليونان   | مدافع  | سافاس غينتسوغلو     |  |
| 13    | اليونان   | مدافع  | ديميترس كوترومانوس  |  |
| 4     | البرتغال  | مدافع  | جيرالدو الفيس       |  |
| 2     | الأرجنتين | مدافع  | كارلوس اروجو        |  |
| 5     | السويد    | مدافع  | دانييل مايستروفيتش  |  |
| 8     | كندا      | وسط    | تامانداني نساويلا   |  |
| 1     | اليونان   | وسط    | بانتيلس كافيس       |  |

| الرقم | البلد           | المركز | اللاعب                |
| ----- | --------------- | ------ | --------------------- |
| 9     | البرازيل        | وسط    | ليوناردو              |
| 3     | هولندا          | وسط    | يوسف هيرسي            |
| 11    | البرازيل        | وسط    | جوستافو ماندوكا       |
| 12    | البوسنة والهرسك | وسط    | سانيل ياهيتش          |
| 14    | اليونان         | وسط    | غريغوريس ماكوس        |
| 16    | بولندا          | وسط    | روجير غويريرو         |
| 17    | اليونان         | وسط    | أنطونيس ريكا          |
| 19    | اليونان         | وسط    | لاغوس باناغيوتيس      |
| 26    | غانا            | وسط    | سيدو يحيى             |
| 30    | رومانيا         | وسط    | ليليا لورداتش         |
| 32    | الأرجنتين       | وسط    | اغناسيو سكوكو         |
| 34    | اليونان         | وسط    | باناغيوتيس تاتشتسيديس |
| 7     | المغرب          | مهاجم  | نور الدين أمرابط      |
| 18    | الأرجنتين       | مهاجم  | إسماعيل بلانكو        |
| 21    | اليونان         | مهاجم  | ميكاليس بافليس        |
| 29    | المجر           | مهاجم  | كريستيان نيميث        |

## بطولات الفريق
- الدوري اليوناني: 13 (1939، 1940، 1941، 1943، 1963، 1968، 1971، 1978، 1979، 1989، 1992، 1993، 1994)
- كأس اليونان: 13 (1932، 1939، 1949، 1950، 1956، 1964، 1966، 1978، 1983، 1996، 1997، 2000، 2002)
- كأس السوبر اليوناني: 1989، 1996
- كأس الدوري اليوناني: 1990
- كأس البحر المتوسط: 1991

## وصلات خارجية
- الموقع الرسمي للفريق